# Изола Фосара (Перуђа)
Изола Фосара је насеље у Италији у округу Перуђа, региону Умбрија.
Према процени из 2011. у насељу је живело 152 становника. Насеље се налази на надморској висини од 448 м.